# زبان دوم

وضعیت قانونی زبان انگلیسی در ایالات متحده آمریکا:
زبان رسمی
زبان دوم
غیررسمی

در علومی که به بررسی فرایند یادگیری زبان می‌پردازند، زبان دوم (به انگلیسی: Second language، به اختصار L2) به زبانی گفته می‌شود که «شخص پس از یادگیری زبان اول در دوران بزرگسالی می‌آموزد.»
زبان دوم (L2) هر زبانی است که بعد از اولین زبان مادری (L1) یادگرفته می‌شود برخی زبان‌ها که معمولاً زبان‌های کمکی نامیده می‌شوند، عمدتأ به عنوان زبان دوم به کار می‌روند.
ممکن است زبان اول یک شخص، زبان غالب او یعنی زبانی که بیشتر استفاده می‌کنند و با آن راحت‌تر هستند، نباشد. به‌طور مثال، سر شماری کانادایی‌ها، زبان اول را برای اهدافش به عنوان «اولین زبانی که درکودکی یادگرفته شده و هنوز هم صحبت می‌شود» تعریف می‌کند، و ممکن است برای بعضی‌ها زبان اولشان از دست برود که به این فرایند، رفتگی زبان می‌گویند. این ممکن است هنگامی اتفاق بیفتدکه کودکان در سنین کم با خانواده‌شان یا بدون آن‌ها (به خاطر مهاجرت یا سازگاری بین‌المللی) به محیط زبان جدیدی بروند. برای مثال زبان دوم کشور هند، زبان انگلیسی است.

## سن
طبق نظر برخی محققان، تفاوت‌های بین زبان اول (L1) و زبان دوم (L2)، سنی است که در آن شخص زبان را آموخته‌است. به‌طور مثال، زبان‌شناسی به نام اریک لننبرگ، زبان دوم را زبانی نامید که به‌طور آگاهانه بعد از دوره بلوغ توسط شخص فرا گرفته یا صحبت شود. در اکثر موارد، مردم هیچ‌گاه در زبان دوم به سطح فصاحت و ادراک مشابه زبان اول نمی‌رسند. این عقاید، کاملأ به فرضیه دوره بحرانی وابسته‌است.
در یادگیری زبان دوم، هیلتنستم (۱۹۹۲) دریافت که حدود سن ۶ یا ۷ سال نقطه‌ای است که از آن به بعد دو زبانه‌ها به فصاحت مشابه زبان بومی شان دست نمی‌یابند. بعد از این سن، زبان آموزان L۲ می‌توانند به فصاحت شبیه به بومی‌ها ی یک زبان بومی شان دست یابند. اما زبان آن‌ها و اشکالات اندک آن‌ها، آن‌ها را از گروهL۱ جدا می‌کند. عدم توانایی این افراد در دست یابی به فصاحت شبه بومی‌ها، مطمئنأ در رابطه با آغازسن (AO) دیده می‌شود. سن ۶ یا ۸ سال، به نظر دوره مهمی است برای تشخیص دادن دستیابی به فصاحت تقریبآ بومی و فصاحت شبیه به بومی می‌توان گفت که AOاستفاده زبان، رابطه متقابل دارد. (هیلتنستم، ۱۹۹۲، صفحه ۳۶۴). بعدها، هیلتنستم و آبراهام سون (۲۰۰۳) براین عقیده شدند که پس ازکودکی، به‌طور عمومی، یادگیری زبان با فصاحت شبه بومی، سفت‌تر و سخت‌تر می‌شود، اما هیچ سن مشخصی و خاصی وجود ندارد. به‌علاوه آن‌ها چندین مورد را بیان می‌کنند که زبان دوم با فصاحت بومی در سنین بزرگسالی آموخته شده‌است.
همان‌طور که بیشترو بیشتر در مورد مغز می‌آموزیم، فرضیه‌ای وجوددارد که هنگامی که کودک در حال رسیدن به سن بلوغ است، هنگامی است که لهجه دار شدن آغاز می‌شود. قبل از این کودکی به سن بلوغ برسد فرایندهای شیمیایی مغز بیشتر به سمت زبان و ارتباط اجتماعی سوق داده می‌شوند در حالی که پس از بلوغ، توانایی یادگیری زبان بدون لهجه، ریشه در عملکرد بخشی دیگر از مغز دارد که به احتمال زیاد در ناحیه جلویی نرمه گوش است که مسئول توسعه عملکردهای ادراکی است یا در سیستم عصبی هورمون‌های مختص تولید مثل و رشداندام تناسلی است.

## شباهت‌ها و تفاوت‌های L1 و L2

### سرعت
یادگیری زبان دوم می‌تواند برای بسیاری از مردم، فرایند یادگیری مادام العمر و طولانی مدت باشد. برخلاف تلاش‌های مقاومت‌آمیز، اکثر افرادی که زبان دوم را می‌آموزند هیچگاه در آن به فصاحت شبه بومی نمی‌رسند با این که فصاحت قابل ملاحظه‌ای با تمرین قابل دستیابی است اما، کودکان حدودأ ۵ ساله، تقریبأ در یادگیری زبان اول به مهارت کافی رسیده‌اند البته به استثنای واژگان و ساختارهای گرامری اندک.
مراحل: یادگیری یک زبان دوم در سیستماتیکی انجام می‌پذیرد شواهد زیادی جمع شده تا نشان دهد که در صداهای اصلی، واژگان، جملات منفی، ساخت سؤال، استفاده از عبارات موصلی و غیره، پیشرفت داشته‌اند. این پیشرفت از ورودی مستقل است (به این ترتیب ما نه می‌شنویم و نه زبان را می‌خوانیم) و از وضعیت یادگیری نیز مستقل است (در کلاس یا خیابان). هم چنین معمولأ برای طیفی از زبان آموزان (با پیشینه‌های زبانی مختلف) قابل کاربرد است. این شبیه به مراحل یادگیری زبان اول توسط کودکان است: صداشناسی (ب، ا، ب، ا،...)
، واژگان (شیرو بعدأ خورد شیر)، مخفی کردن (نه بازی)، ساختار سؤال (کجا او می‌رود) و غیره.

### اصلاح
اصلاح اشتباهات به نظر می‌رسد، تأثیری مستقیمی بر یا دگیری زبان دوم نداشته باشد. آموزش ممکن است بر درجه یادگیری تأثیر بگذارد اما مراحل یکسان باقی می‌مانند. نوجوانان و بزرگسالان که قواعد را می‌دانند زودتر ا زکسانی که آن‌ها را نمی‌دانند، یادمی‌گیرند. در زبان اول، کودکان به اصلاح ساختار جملات اهمیتی نمی‌دهند. به‌علاوه کودکانی که داده ورودی کمی دارند باز هم زبان اول را یادمی‌گیرند.
عمق دانش: دانش آموزان در زبان اول ودوم، دانشی دارند که فراتر از داده‌های ورودی است که دریافت می‌کنند به بیانی دیگر کل، بزرگتر از اجزاست زبان آموزان، قادر به ساختن جملات و بیانات صحیح هستند (مثلاً عبارات، جملات و سؤالات) که قبلاآن‌ها را ندیده و نشنیده‌اند.

### موفقیت
موفقیت در یادگیری زبان می‌تواند به دو روش، ارزیابی شود. احتمال وکیفیت کسانی که زبان اول را یادمی‌گیرند در هردو امتحان موفق هستند. این که همه زبان آموزان L۱، زبان اول را یادمی‌گیرند و به استثنای چند مورد خاص در آن کاملأ موفق هستند، اجتناب ناپذیر است. برای زبان آموزان L۲، موفقیت، تضمین شده نیست. چون ممکن است در ساختارهای نادرست گرامری بمانند و نتوانند پیش بروند (این فراین که فسیل شدن نام گرفته هنگامی رخ می‌دهد که اشتباهات زبانی یک ویژگی دائمی شده باشد. به کتاب‌های کانال و سومین (۱۹۸۰)، جانسون (۱۹۹۲)، سلینکر (۱۹۷۲) و سلینکر و لامندلا (۱۹۷۸) مراجعه کنید). تفاوت بین زبان آموزان ممکن است چشم گیر باشد. سرانجام، همان‌طور که در جای دیگری نیز بیانشد، زبان آموزان L۲، به ندرت به کنترل شبه بومی زبان دومشان دست پیدا می‌کنند.

## فراگیری زبان دوم
فراگیری زبان دوم به معنی یادگیری یک زبان تازه توسط فردی است که پیش ازآن زبانی را به عنوان زبان اول (زبان مادری) آموخته‌است در حالی که فراگیری دو زبانه (Bilingual Language Acquisition) در مورد کسی گفته می‌شود که در کودکی دو زبان را از ابتدا و به صورت هم‌زمان بیاموزد.
از نظر عصب‌شناسی قسمتی از مغز که مسوول یادگیری و کنترل مهارت‌های زبان دوم است با قسمتی که به پردازش زبان‌های یادگرفته شده در کودکی می‌پردازد متفاوت است.
در زمینه آموزش زبان دوم به کودکان باورهای غلطی وجود دارد که می‌توان به موارد زیر اشاره کرد:
1. گیج شدن بچه
2. ایجاد تأخیر کلامی
3. قاطی کردن زبان‌ها